# پلیس مهاجرت و گذرنامه فراجا
پلیس مهاجرت و گذرنامه فراجا یکی از یگانهای زیر مجموعه پلیس امنیت عمومی فرماندهی انتظامی جمهوری اسلامی ایران است که وظیفه آن صدور و تعویض گذرنامه در کشور و کنترل ورود و خروج از مبادی رسمی مرزهای زمینی (پایانه‌های مرزی) و هوایی (فرودگاه‌ها) در کشور است.
رئیس پلیس مهاجرت و گذرنامه در حال حاضر بر عهده سرتیپ دوم علی ذوالقدر است. 